# Neptis karenkonis
Neptis karenkonis är en fjärilsart som beskrevs av Matsumura 1929. Neptis karenkonis ingår i släktet Neptis och familjen praktfjärilar. Inga underarter finns listade i Catalogue of Life.